# Slaveri i Lettland
Slaveri i Lettland syftar på förekomsten av slaveri inom det område som sedan kom att utgöra Lettland. 

## Historik

### Före kristnandet
Det finns begränsad dokumentation om slaveriet i (Livonien) Lettland före dess kristnande, men det står klart att det existerade, om än i begränsad form.
Slaveriet nämns från 1201 och framåt av tyskarna, som benämnde slavarna i Livonien som drell (träl), och oftast omtalar dessa som krigsfångar.

### Slavhandel
Baltikum var tidigt ett centrum för slavhandel, och slavhandeln tycks ha varit viktigare än slaveriet som sådant. De baltiska stammarna tillfångatog människor under lokala strider mellan stammarna, men även under piratverksamhet i Östersjön. Slavarna såldes sedan längs flodvägarna österut och söderut ned genom Ryssland till flodvägarna mot slavhandeln på Svarta havet. När vikingarna kristnades och upphörde med sin egen slavhandel, fortsatte balterna att tillfångata slavar och sälja dem nedåt flodvägarna mot Svarta havet. Den baltiska slavhandeln upphörde när tyska orden erövrade Lettland. 

### Livegenskap
Under den tyska tiden (1201–1561) underkastades större delen av befolkningen livegenskap i Lettland. Livegenskapen var formellt sett inte samma sak som slaveri. 
I praktiken hade den dock många likheter med slaveri, eftersom livegenskapen i Lettland innebar att livegna kunde säljas och köpas. 
Livegenskapen avskaffades i Lettland 1819.